# Schöpf-Merei Ágost
Schöpf-Merei Ágost, (eredetileg Schoepf-Merei) (Győr, 1804. szeptember 24. – Manchester (Anglia), 1858. március 12.) magyar orvos- és sebészdoktor, szemorvos, gyermekgyógyász, az MTA levelező tagja. (A Schöpf-Mérei névváltozat helytelen!)

## Életpályája

### Tanulmányai
Édesapja kereskedő volt. A gimnáziumot és bölcseletet a soproni evangélikus líceumban és Bécsben végezte. Orvosegyetemi tanulmányait Bécsben kezdte, de egy tanárral történt vitája eltávozásra indította, ezért Prágában kezdte az orvosi első évet, majd Padovában folytatta egy évig, végül Paviában fejezte be, orvos- és sebészdoktori oklevelet nyert 1832-ben. Utolsó évében rendkívüli szorgalmat fordított bonctani készítményekre, az arzénnal (mirennyel) való foglalkozás azonban pár hétig tartó súlyos beteggé tette. Az orvosi gyakorlatot Bécsben kezdte meg.

### Pesten
Egy ortopédiai intézet felállításának céljából azonban 1834-ben Pestre költözött, majd 1836-ban meg is nyitotta, ami az első ilyen intézmény volt Pesten. Az épület az 1838-as pesti árvíz idején elpusztult. A Magyar Tudományos Akadémia 1835. szeptember 14-én levelező tagjai sorába választotta; a bécsi és berlini Hufeland-orvosegylet is megválasztotta tagjának. 1836-tól az orvostörténet címzetes rendkívüli tanára volt, 1844-től gyermekgyógyászati előadásokat tartott a pesti egyetemen. 1839 elején gyermekkórházat alapított, melyet augusztus 16-án nyitottak meg, s mely intézet 13 évi fennállása ideje alatt 44 ezer beteg gyermeknek nyújtott segítséget.
A vizsgálati módszereket tökéletesítette: ő vezette be a hallgatózással és kopogtatással végzett diagnosztikai vizsgálatokat; előírta a kórtörténetek módszeres feljegyzését és vezetését, ő honosította meg a bőr alatti (szubkután) ín- és izommetszéssel végzett műtéteket és a kancsal szem műtétét.
Schoepf családi nevét 1849-ben Mereire változtatta.

### Emigrációban
A szabadságharc mozgalmaiban tevékeny részt vett, az olasz légióban katonaorvosként szolgált. A szabadságharc bukása után Kossuth Lajossal emigrált; előbb az Oszmán Birodalomba, majd Párizsba, végül Angliába került. Manchesterben telepedett le mint gyermekorvos, ahol gyermekkórházat alapított és felolvasásokat is tartott angolul; ezeknek egynémelyike (Lecture on temperaments and the proper diet, Lectures on the diseases of children, Disorders of infantile development sat.) nyomtatásban is megjelent.
Ő írta az első magyar gyermekgyógyászati tankönyvet és ő indította el az első magyar gyermekgyógyászati folyóiratot.

## Művei

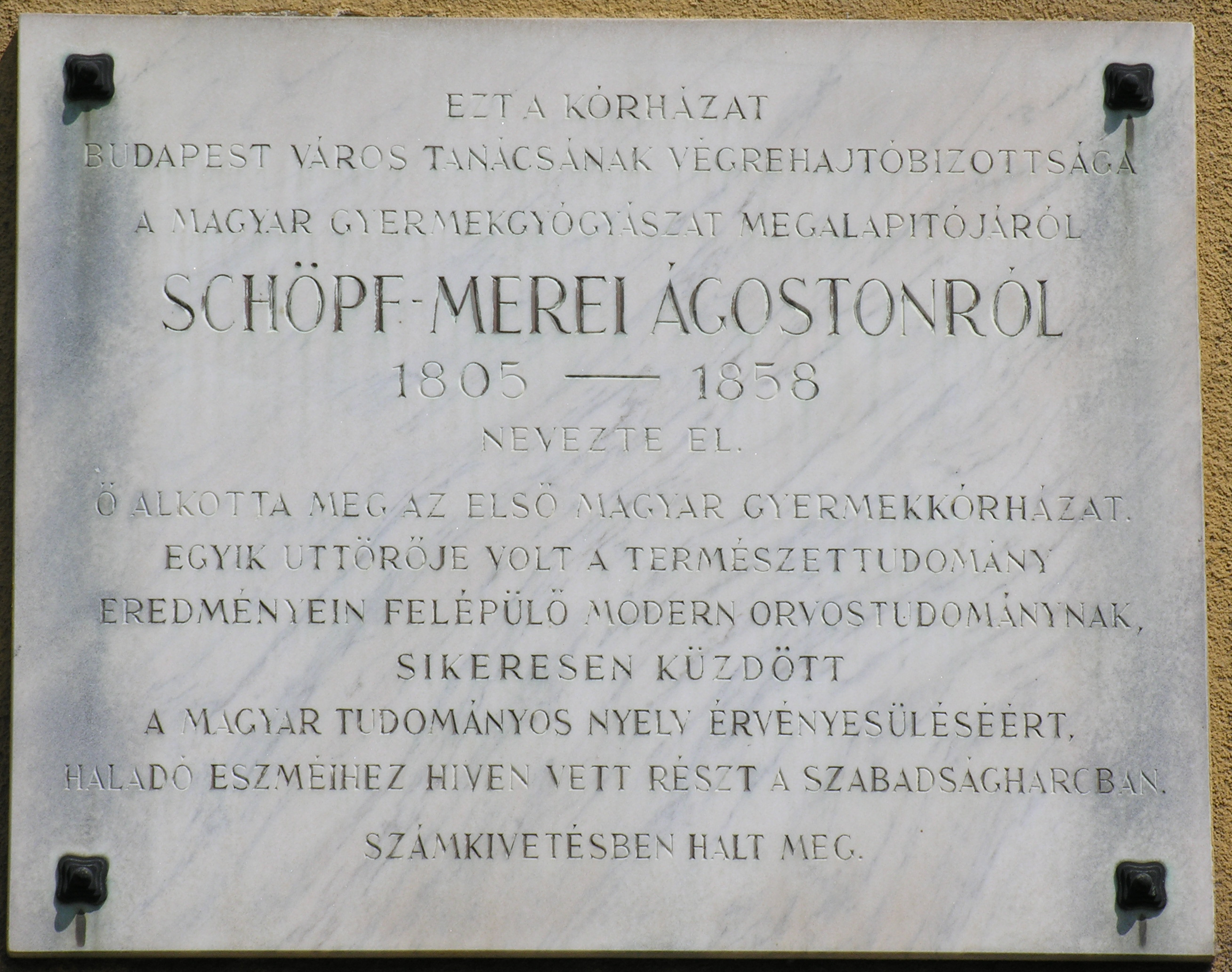
Emléktáblája Budapest IX. kerületében

- Dissertatio medico-chirurgica de ischuria. Pavia, 1832.
- Orvosi rendszerek-, gyógymódok- s némely rokontárgyakról. Pest, 1835. (Nyomatott Budán).
- Népszerű intések a mirigykór, csontsenyv, testi kinövések, elgörbülések sat. iránt, magokban foglalván az ezen bajok orvoslására szolgáló orthopaediai gyógyintézet szellemének, gyógymódjának s belső elrendeltetésének rövid ábrázolását s a gymnastikának épekre, gyöngélkedőkre s betegekre jótékony hatását. Buda, 1836.
- Populäre Andeutungen über Scrofeln, englische Krankheit, Schiefwüchse, Verkrümmungen und d. g. nebst einer kurzen Darstellung des Geistes der Heilart, und der Einrichtungen der für die Behandlung jener Krankhaften Zustände bestimmenden orthopädischen Heil-Anstalt und der Gymnastik in ihrer wohlthätigen Wirkung auf Gesunde, Kränkliche und Kranke. Uo. 1838.
- Die umstimmenden Einwirkungen und die Krankheiten des Körpers und der Seele während und nach der Überschwemmung von Pesth. Leipzig, 1839.
- Jahres-Beitrag zur praktischen Medizin und Chirurgie in Kinderkrankheiten vom Pesther Kinderspital, mit Inbegriff der Mvo- und Tenotomien, und der Operationen des Schielens. Pesth, 1841.
- Die Heilquellen von Szliács in Ungarn; in ihren eigenthümlich ausgezeichneten Wirkungen für Aerzte und Nichtärzte. Herausgegeben von einem Badegaste. Uo. 1841. Online
- A mellbetegségek biztosabb megismerése és gyógyítása a hangtömesz, kopogtató és bonczvizsgálat használatával.,  Uo. 1842.
- A pesti gyermekkórház és annak 3 1/4 évi hatásának rövid vázlatja az általa ingyen orvosolt gyermekbetegségeknek áttekintetével. Uo. 1842. (Ugyanez németül. Uo. 1842.)
- Nehány szó általánosan megalapult ártalmas gyermeknevelési hiányok körül magyar szülőkhöz. Uo. 1844.
- Őszinte nyilatkozat a kancsal szem s taggörbüléseknek gyökeres gyógyműtétek valódi becse körül, különös tekintettel a régtől megrögzött térd- és könyökzsugorodásra s útmutatás e műtétek tökéletesb kivitelére, nagyszámú öntapasztalatai után ... Uo. 1844.
- A csecsemő kortól a 15. évig terjedő 8576 gyermekkóreset rendezete orvosi és sebészműtői tapasztalataim áttekintete. Uo. 1845. Három tábla rajzzal.
- A pesti gyermekkórház 5 1/2 évi működésének áttekintése. Pest, 1845.
- A gyermekgyógyászat tankönyve. A pesti gyermekkórházban tett vizsgálatai s tapasztalatai nyomán a tudomány ujabb álláspontjához képest, számos kóresettel s kórismei táblákkal ellátva. Első kötet. (A fejbántalmak.) Buda, 1847. Két táblázattal.
- Belrésztan képekben. Kőre metszett 3 füzet. Buda, év n.
- On spasm and convulsions of children. Edinburgh, 1850.
- Disorders of infantile development and rickets London, 1855.

Szerkesztette: A magyar Orvos-Sebészi és Természettudományi Évkönyvek című havi folyóiratot Pesten 1841-ben (I. kötet 1. füzete) és 1844-ben. (Minden munkáját és folyóiratát saját költségén és veszteséggel adta ki.)

## Emlékezete
- Kórházat neveztek el róla a Bakáts téren, Budapest IX. kerületében.
- Tiszteletére az Orvos-egészségügyi Dolgozók Szakszervezete 1945-ben emlékérmet alapított.
- Halálakor Markusovszky Lajos emlékezett meg róla az Orvosi Hetilapokban (1858).